# ماساشي هيروس
ماساشي هيروس (باليابانية: 広瀬 正志) مواليد 6 نوفمبر 1947 في أوساكا، اليابان، هو مؤدي أصوات ياباني بدأ نشاطه عام 1973.

## الأعمال

### أنمي
- آسترو بوي
- بليتش
- المذنب الأزرق إس بي تي لايزنير
- سيتي هانتر
- كاوبوي بيباب
- المحقق كونان
- فايري تايل
- فيت/زيرو
- سيف النار
- جينتاما
- المقاتل المتنقل جي جاندام
- أجنحة كاندام
- البدلة المتنقلة جاندام سيد
- إينوياشا
- كيرو
- السيف القاطع
- لوفلي كومبلكس
- مونستر
- أونيغاي ماي ميلودي
- ون بيس
- بوكيمون
- ساموراي تشامبلو
- سبيد غرافر
- نحو تيرا
- زيتمان
- عندما تبكي النوارس - هيديوشي أوشيروميا

### أوفا
- هلسينغ

### أفلام انمي
- جاري توتورو
- عبقور

### ألعاب
- إنفنت أندسكفري
- سوبر روبوت وورز
- حكايات فيسبريا

## وصلات خارجية
- ماساشي هيروس على موقع IMDb (الإنجليزية)
- ماساشي هيروس على موقع قاعدة بيانات الأفلام السويدية (السويدية)
- ماساشي هيروس على موقع قاعدة بيانات الفيلم (الإنجليزية)
- ماساشي هيروس على موقع كينوبويسك (الروسية)
- ماساشي هيروس على موقع ANN person (الإنجليزية)